# Wilhelm Brasse (Politiker)
Wilhelm Brasse (* 9. Oktober 1934 in Osnabrück) ist ein ehemaliger deutscher Politiker (CDU, REP) aus Bremen. Er war Mitglied der Bremischen Bürgerschaft. 

## Biografie

### Ausbildung und Beruf
Brasse war als Bezirksleiter eines Mineralölkonzerns in Bremen tätig.

### Politik
Brasse war Mitglied der CDU Bremen. Er trat im Juli 1987 zur rechten Partei Die Republikaner über. Zuvor waren schon die CDU-Bürgerschaftsabgeordneten Thorolf Oeing und Rudolf Polley der REP beigetreten.
Er war von 1971 bis 1987 für die CDU und ab 1987 für die REP insgesamt 16 Jahre lang Mitglied der Bremischen Bürgerschaft und in verschiedenen Deputationen und Ausschüssen der Bürgerschaft tätig.